# Boris Petrowitsch Komrakow
Boris Petrowitsch Komrakow (russisch Борис Петрович Комраков, englische Transkription Boris Petrovich Komrakov; * 30. Oktober 1948 in Stanislaw) ist ein russischer Mathematiker, der sich mit Lie-Gruppen beschäftigt.
Komrakow promovierte 1991 an der Universität Tartu (Primitive actions and the Sophus Lie Problem) in Estland, veröffentlichte aber schon seit den 1970er Jahren in Minsk. Er ist Professor und Direktor am 1990 gegründeten Sophus Lie Zentrum in Minsk, das auch mit der Universität Oslo zusammenarbeitete. 1997 erhielt er die Lobatschewski-Medaille für seine Arbeiten zur Theorie der Lie-Gruppen, insbesondere für „Primitive actions and the Sophus Lie Problem“ und das Buch „Strukturen auf Mannigfaltigkeiten und homogenen Räumen“. Komrakow knüpft an die ursprüngliche Motivation von Sophus Lie in der Entwicklung der Theorie der Lie-Gruppen an und beschäftigt sich mit ihren Anwendungen in der Differentialgeometrie und der Theorie der Differentialgleichungen.

## Schriften
- Strukturen auf Mannigfaltigkeiten und homogenen Räumen, Minsk 1978 (russisch)
- Herausgeber: Lie groups and Lie algebras, their representations, generalizations and applications, Kluwer 1998
- Primitive Actions and the Sophus Lie Problem, Vysheshaya Shkola, Minsk 1991 (russisch)